# Cymoninus notabilis

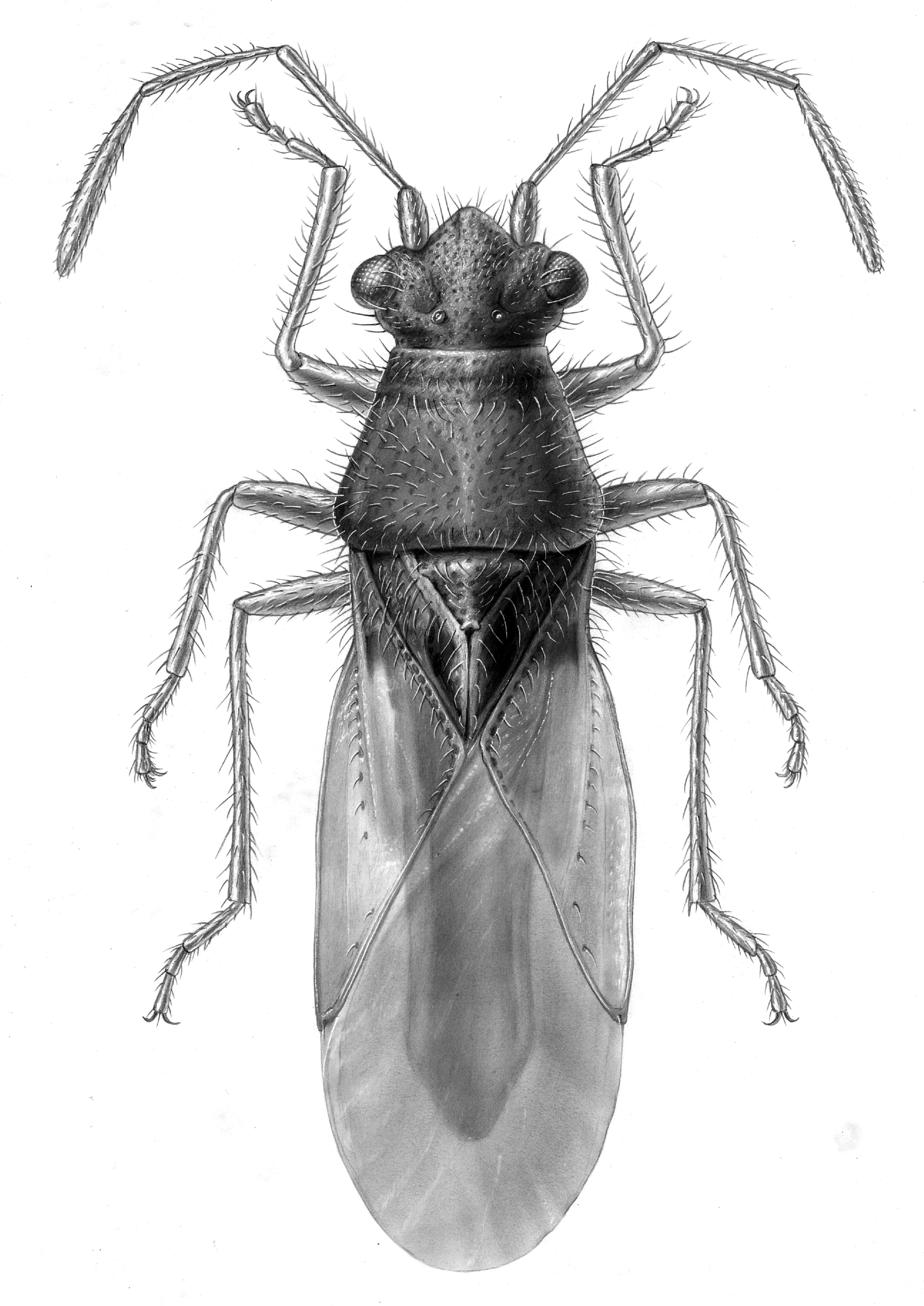
Cymoninus notabilis

Cymoninus notabilis är en insektsart som först beskrevs av William Lucas Distant 1882.  Cymoninus notabilis ingår i släktet Cymoninus och familjen Ninidae. Inga underarter finns listade i Catalogue of Life.